# Klaus Dick
Klaus Dick (ur. 27 lutego 1928 w Ehrenfeldzie, zm. 25 lutego 2024 w Kolonii) – niemiecki duchowny rzymskokatolicki, w latach 1975–2003 biskup pomocniczy Kolonii.

## Życiorys
Święcenia kapłańskie przyjął 24 lutego 1953 w archidiecezji Kolonii. 17 marca 1975 papież Paweł VI mianował go biskupem pomocniczym archidiecezji ze stolicą tytularną Guzabeta. Sakry udzielił mu 19 maja 1975 kardynał Joseph Höffner, ówczesny arcybiskup metropolita Kolonii. 24 lutego 2003 – na trzy dni przed osiągnięciem biskupiego wieku emerytalnego (75 lat) i zarazem w pięćdziesiątą rocznicę swoich święceń kapłańskich – zrezygnował z urzędu. Od tego czasu pozostawał biskupem seniorem archidiecezji.
Jako kapelan federalny Malteser Hilfsdienst zapewniał opiekę duszpasterską niezliczonym osobom, nawet wiele lat po przejściu na emeryturę jako biskup pomocniczy. Za te usługi został odznaczony najwyższym odznaczeniem Zakonu Maltańskiego, Wielkim Krzyżem Orderu Zasługi Pro Merito Melitensi dla duchownych w 2008 roku. 